# Марија од Грчке и Данске
Принцеза Марија од Грчке и Данске (грч. Μαρία; рус. Мария Георгиевна) била је ћерка грчког краља Ђорђа и његове жене кнегиње Олге Константиновне од Русије. Била је сестра грчког краља Константина I и даља рођака руског цара Николаја II.
Рођена је као принцеза Грчке и Данске, школовала се у Атини код приватних учитеља. Отац јој је усадио велику љубав према Грчкој и читавог живота је остала ватрени родољуб. Удала се за великог војводу Георгија Михајловича од Русије, свог првог рођака који јој је удварао пет година. Венчање је одржано 1900. године на Крфу. Пар се настанио у Санкт Петербургу и имали су две ћерке: принцезу Нину (1901—1974) и Ксенију од Русије (1903—1965).
Велики кнез Георгије Михајлович је за њу дао изградити кућу на Криму и био је одан отац и муж, али је брак био несрећан. Принцеза Марија, позната по удаји као велика војвоткиња Марија Георгијевна од Русије, није волела ни свог мужа ни своју нову земљу. Чезнула је за родном Грчком и никада се није прилагодила животу у Русији. Током година, она се отуђила од свог мужа који је искористио сваку прилику да проведе време у иностранству. По избијању Првог светског рата, била је на одмору у Енглеској са ћеркама и одлучила да се не враћа у Русију.
Њен муж је био заробљен у Русији после револуције и стрељали су га бољшевици са још неколико рођака Романових у јануару 1919. Током свог удовства, лишена руских прихода, принцеза Марија се суочила са озбиљним финансијским потешкоћама. Вратила се да живи у Грчкој са својим ћеркама 1920. Тамо је започела везу са адмиралом Периклеом Јоанидисом, који је био командант брода који је узела по повратку у Атину. Венчали су се 1922. Проглашењем Друге Хеленске републике 1924. године, она је послата у изгнанство. Принцеза се вратила да живи у Британији на неколико година и настанила се у Риму 1926. године са својим другим мужем. Живела је у Италији више од једне деценије све док је избијање грчко-италијанског рата 1940. није приморало да се врати у своју родну Грчку. Била је лошег здравља и о њој су се бринули њен нећак, краљ Павле од Грчке и његова супруга Фредерика. Умрла је пошто се грчка краљевска породица спремала да оде у изгнанство. Оставила је књигу мемоара коју су постхумно објавили њени унуци под насловом Романовски дневник.

## Биографија
Принцеза Марија од Грчке и Данске рођена је 3. марта 1876. у Краљевском двору у Атини. Била је пето дете и друга ћерка грчког краља Ђорђа и руске велике кнегиње Олге Константиновне. Маријин отац је рођен као дански принц. Тако је грчка краљевска породица била део Данске краљевске породице.
Принцеза Марија, прозвана „Грчка Мини“ да би је разликовала од старије „Мини“, њене тетке по оцу (руске царице Марије Фјодоровне), одрасла је као део велике породице од осморо деце. Једна сестра, по имену Олга, умрла је у детињству, али је зато имала петоро браће: (Константин, Ђорђе, Никола, Андреј, Кристофер) и једну преживелу сестру: Александру.
Краљ Ђорђе и краљица Олга били су одани родитељи који су својој деци обезбедили срећно окружење. Грчка краљевска породица није била богата по краљевским стандардима и живела је једноставно. Током године, по редовном обрасцу, кретали су се по својим различитим имањима. Годину су започели у Краљевском двору у Атини. Недељом су често посећивали Темистокла, краљево мало имање на улазу у луку Пиреј. У пролеће су се преселили у Мон Репос, породичну краљевску вилу на острву Крф. Током априла обишли су грчке провинције, бирајући сваке године другу регију. Током лета, грчка краљевска породица је боравила у Татоију, у планинама северно од Атине, до средине октобра пре него што се вратила на зиму у Краљевски двор.
Марију и њену браћу и сестре одгајале су британске дадиље, а школовале су је гувернанте и приватни учитељи. Енглески је био први језик деце. Говорили су грчки између себе и енглески са својим родитељима. Маријино образовање следило је конвенције за принцезе њеног времена. Нагласак је био на језицима и научила је немачки, енглески и француски поред матерњег грчког. Учила је математику, историју, књижевност и географију. Поред тога, учила се дворском бонтону, православној вери, цртању, сликању, музици, плесу и учила да свира клавир. Бавила се и јахањем, гимнастиком и похађала часове певања. Како су Маријина најстарија браћа већ била заокупљена учењем, она је била блискија својој сестри Александри и брату Николају, који су је годинама претекли. Била је ниска и тамна, мање лепа од своје сестре, али живахнија. Породична окупљања су је много пута водила у иностранство. Посетила је Висбаден у Немачкој 1882. године. Године 1886. мајка ју је први пут одвела у Русију. Они су остали код Романових у Павловску, дому њене баке по мајци. Сваке две године принцеза Марија је проводила празнике у Данској, посећујући баку и деду по оцу. У палати Фреденсборг на острву Зеланд, Марија и њена браћа и сестре упознали су своје руске и британске рођаке на великим породичним окупљањима. Постала је доживотна пријатељица са две своје рођаке: великом кнегињом Ксенијом од Русије и принцезом Викторијом из Уједињеног Краљевства.
Краљ Ђорђе је свом потомству усадио велику љубав према Грчкој. Говорио им је: „Не заборавите да сте странци међу Грцима, и пазите да се они никада не сећају“. Као последица тога, она би целог живота остала патриоткиња. Као дете, плакала је када су јој рекли да припада страној династији и да нема грчке крви. Као одрасла особа, увек је гледала на Атину као на свој дом. У својој књизи мемоара себе је описала као: „Права ћерка Грчке“. Народна жеља да се сви Грци уједине у оквиру једне територије довела је до побуне на Криту против турске власти. У фебруару 1897. краљ Ђорђе је послао свог сина, принца Ђорђа, да преузме острво. Да би подржале критску ствар, грчке трупе су прешле македонску границу и Абдул Хамид II је објавио рат. Током сукоба, краљица Олга је организовала војну болницу, а принцеза Марија је служила као медицинска сестра. Грчко-турски рат 1897. лоше је прошао лоше за неприпремљене Грке. Били су принуђени да предају Крит међународној управи, и пристану на мање територијалне уступке у корист Турака и на новчану одштету.
Од удаје своје сестре Александре 1889. године, принцеза Марија је постала омиљено дете и стални пратилац свог оца. Помогла је свом оцу у функцији његовог незваничног секретара јер је њена мајка, краљица Олга, патила од лошег вида. Дана 27. фебруара 1898, отац и ћерка су се враћали са јахања до плаже у Фалерону, када су на њих пуцала два мушкараца. Краљ је покушао да заштити своју кћер; обоје су били неповређени иако су оба коња била рањена. Касније је на месту покушаја атентата подигнута црква.

### Брак
Принцеза Марија је желела да цео свој живот проведе у Грчкој уместо да следи традиционални пут принцеза свог времена које су морале да се удају за страног принца и преселе у иностранство. У касним тинејџерским годинама заљубила се у једног грчког обичног човека, али јој родитељи нису дозволили да склопи неравноправну заједницу. Управо је напунила двадесет година када ју је у априлу 1896. године, на Олимпијским играма одржаним у Атини, запросио српски краљ Александар I (последњи представник династије Обреновић). Кнегиња Марија је краља Александра нашла превише ружним и одбила га је.
Од свог детињства, принцеза Марија од Грчке је много пута посетила Русију са својом мајком, која је остала веома везана за своју родну земљу. Обично су боравили у Павловској палати код баке кнегиње Марије по мајци, велике кнегиње Александре Јосифовне. Док је била у Русији, у лето 1894. године, на венчању своје рођаке велике кнегиње Ксеније са великим кнезом Александром Михајловичем, кнегиња Марија се заљубила у младожењиног брата, великог кнеза Георгија Михајловича од Русије, који је био први рођак њене мајке. Међутим, он тада није био заинтересован за њу. У следећој посети Русији у јесен 1895. поново су се окупили на балу. Овај пут га је сматрала престарим и досадним и више није била заинтересована. С друге стране, он се заљубио у њу и затражио да се уда за њега. Она га је одбила, на згроженост Маријине мајке, краљице Олге, која је навијала за руску удају своје ћерке. У пролеће 1896. велики кнез Георгије Михајлович је стигао у Атину и запросио Марију док су играли билијар. Она га је прихватила и веридба је званично објављена 4. априла 1896. године. Венчање је требало да се одржи неколико месеци касније у лето. Међутим, она се предомислила и након што је два пута одлагала датум венчања, раскинула је веридбу у октобру.
Велики кнез Русије Георгије Михајлович је пет година истрајао у својој намери. Двапут годишње је просио принцезу Марију која га је и даље одбијала. Најзад се умешао цар Николај II, рекавши великом кнезу да покуша да је запроси још једном и да евентуално одустане. Михајлович је стигао у Грчку у пролеће 1900. године. Овог пута, под притиском своје породице, грчка принцеза је коначно прихватила његов предлог, али невољно. Јасно је ставила до знања да је за њу то брак из интереса и да се њена осећања неће променити. Пре него што се предомислила, краљица Олга је пожурила венчање. Венчање је обављено у Грчкој у цркви старе венецијанске тврђаве на Крфу 12. маја 1900. Била је то релативно једноставна церемонија са пријемом одржаним у резиденцији грчке краљевске породице на Крфу. Она је тада имала 24 године, а њен муж 37.
Након венчања, пар се укрцао на грчку краљевску јахту и отпловио у Напуљски залив. Провели су медени месец у Италији и путовали по Аустроугарској. Из Беча су путем Варшаве стигли у Русију. Грчку принцезу Марију, познату у Русији као руску велику кнегињу Марију Георгијевну, Романови су дочекали као једну од својих. Њена мајка, краљица Олга од Грчке, била је руска велика кнегиња по рођењу, прва рођака руског цара Александра III. Маријин отац, краљ Ђорђе од Грчке, био је омиљени брат царице Марије Фјодорвне. Марија је била прва рођака цара Николаја II, кога је познавала целог живота.
Велика кнегиња Марија и њен муж су се населили у становима који се налазе у оквиру Нове Михаилове палате на Дворском кеју у Санкт Петербургу, у домаћинству њеног свекра, великог кнеза Михаила Николајевича. Велику палату су делили са удовицом великог кнеза и два неожењена брата: великим кнезом Николајем Михајловичем и великим кнезом Сергејем Михаиловичем, са којима се Марија Герогјевна посебно зближила. Велики кнез Георгије Михајлович је у младости имао повреду ноге, што је умањило активну војну каријеру коју је желео; обављао је своје време као директор музеја где је преселио своју велику нумизматичку збирку.
Два дана након што је царица Александра Фјодоровна родила своју четврту ћерку, велику кнегињу Анастасију Николајевну, велика кнегиња Марија Георгијевна је 20. јуна 1901. родила своје прво дете, принцезу Нину Георгијевну. Две године, два месеца и два дана касније, 22. августа 1903, родила је другу ћерку и последње дете принцезу Ксенију Георгијевну. Убрзо након Ксенијиног рођења, свекар кнегиње Марије је био парализован од можданог удара и трајно се преселио на југ Француске да се опорави.
Током година живота у Русији (1900—1914), велика кнегиња Марија је често путовала у јужну Француску, Данску, Енглеску, Немачку, Италију и сваке године у своју родну Грчку. У лето 1900. године Марија Георгијевна је са мужем посетила Крим. Тамо, на комаду земље који је велики војвода Георгије купио 1890-их на високој литици изнад мора, пар је одлучио да сагради своју резиденцију. Изградњу су наручили Николају Петровичу Краснову, руском архитекти. Како је велика кнегиња Марија Георгијевна веома волела све енглеско, вила је изграђена у енглеском стилу од локалног кречњака, али су имању дали грчко име Харакс, у знак сећања на древну тврђаву која је некада стајала на врху. Пар је био веома укључен у планирање јер су обоје били креативног духа. Велика војвоткиња Марија је скицирала спољне коте и нацртала тлоцрте, док је велики војвода Георгије сликао аквареле и скице пером и мастилом. Изградња се одвијала између 1905. и 1907. године. Харакс, који је обухватао 46 просторија, лежао је на темељима од сивог камена који се протезао до околних тераса у облику крста. Двоспратну кућу, са погледом на Црно море са кровом од црвених црепова и прошараним димњацима, Велика кнегиња је украсила кућу енглеским намештајем, сребрним посуђем, текстилом и тапетама увезеним из Енглеске. Имање је касније проширено додавањем фарме, играонице за њихове ћерке, смештаја за породицу њиховог особља и цркве 1908. године. Муж и жена су се бавили баштованством са ентузијазмом радећи на околном парку. Како је Харакс био на пешачкој удаљености од Ливадијске палате, резиденције цара Николаја и његове уже породице на Криму, цар и његова деца су били чести посетиоци.
Велики кнез и његова супруга су седам година водили миран живот на Криму, враћајући се у Санкт Петербург у зиму на сезону дружења у престоници царства. Са лошим знањем руског, велика кнегиња Марија је са својим мужем разговарала на француском, а са ћеркама на енглеском. Најстарију принцезу Нину бароница Агнес фон Штокл је описала као „мрачну, смирену и индолентну“, док је најмлађа Ксенија била „плава, живахна и пуна живота“. Обе девојчице су биле веома обожаване од стране својих родитеља. Велика кнегиња Марија је унајмила енглеску дадиљу да их школује.
Дана 18. марта 1913. године, краљ Ђорђе је убијен у Солуну, граду који је Грчка заузела током Првог балканског рата. За Марију, која је била тако блиска са оцем, то је био страшан ударац. Много недеља је била неутешна. Неколико недеља касније, још увек ожалошћена, морала је да учествује у церемонијама обележавања тристогодишњице династије Романов. До 1914. однос између Велике кнегиње и њеног мужа се погоршао. Велики кнез Георгије је био одан отац и муж, али се велика кнегиња никада није заљубила у њега. Ни она никада није волела Русију и на крају се отуђила од свог мужа.

### Рат
У лето 1914, велика кнегиња је напустила Русију са своје две ћерке и баронесом Агнес фон Штокл, у Енглеску да побољша слабо здравље своје ћерке Ксеније минералним водама бањског града Харогејт, где су биле три пута годишње пута. У стварности, она је желела да се раздвоји од свог мужа. Након боравка у хотелу принцеза се преселила у Харогејт, где ће им се неколико недеља касније придружити велики војвода Георгије Михајлович. Међутим, избијање Првог светског рата 28. јула 1914. осујетило је њихове планове. Велики кнез је био приморан да откаже своје путовање јер је морао да настави своје дужности у царској војсци. Са своје стране, велика кнегиња Марија је одбила прилику да се врати у Русију са својом тетком, царицом Маријом Фјодоровном, која је тог лета била у Лондону. Уместо тога, велика војвоткиња је одлучила да продужи боравак у Уједињеном Краљевству са својим ћеркама и касније је искористила опасности које су биле повезане са повратком током рата да не покуша да се врати у Русију.
Одлучна да помогне у рату Тројне Антанте против Централних сила, велика кнегиња Марија је основала малу војну болницу у Харогејту. Намењено британским и канадским морнарима рањеним у рату. Похађала је курс медицинских сестара Црвеног крста и већ је имала искуство војне медицинске службе као млада принцеза у Грчкој, сама негујући пацијенте. Ова институција је била толико успешна да је до 1915. Велика војвоткиња на крају створила још две болнице. За четири године рата тамо је лечено више од 1200 пацијената. Импресиониран њеним радом, њен рођак, краљ Џорџ V, доделио јој је орден Краљевски Црвени крст у јулу 1915. године. Током ратних година, велика војвоткиња Марија је живела са својим ћеркама у Харогејту до јула 1916. када су се преселиле у велику вилу на Гросвенор скверу у Лондону. Веома блиска британској краљевској породици, скоро свако вече је одлазила у кућу Марлборо да вечера и игра карте са краљицом Александром. Велика војвоткиња Марија је такође редовно посећивала своју рођаку, принцезу Викторију од Уједињеног Краљевства, своју блиску пријатељицу од детињства. Она је наставила да често одлази у Харогејт јер је била и даље задужена за своје болнице.
Избијање Руске револуције 1917. пореметило је свакодневни живот Велике кнегиње Марије и њених ћерки, које су престале да примају приходе из Санкт Петербурга. У немогућности да више субвенционише болнице којима је патронизовала, велика кнегиња их је поверила заштити своје тетке краљице Александре. На захтев својих пацијената, међутим, остала је директорка до краја рата. Њене смањене финансијске прилике приморале су велику војвоткињу Марију да се пресели у мању резиденцију поред Риџентс парка. Велика војвоткиња је успела да одржи своје финансије захваљујући финансијској подршци своје будуће снаје, богате Американке Ненси Лидс. Године 1918. бољшевици су ухапсили великог војводу Георгија Михајловича док је покушавао да емигрира у Британију. Узнемирена судбином свог мужа, Марија Георгијевна је уложила много напора да издејствује ослобађање свог мужа, заједно са осталим својим руским рођацима. Преко данске амбасаде, покушала је да добије његову слободу у замену за 50.000 фунти без успеха. После неколико месеци неизвесности, велики кнез је коначно стрељан 30. јануара 1919. у Петропавловској тврђави од стране бољшевика. Заједно са мужем, Марија је изгубила свог зета великог кнеза Николаја Михајловича, свог бившег зета великог кнеза Павла Александровича и свог млађег стрица по мајци, великог кнеза Димитрија Константиновича.

### Други брак
Током свог удовства, принцеза Марија од Грчке и Данске се вратила свом оригиналном имену и титули и њен фокус се пребацио на сопствену породицу. По избијању Првог светског рата, пошто је Грчка била ослабљена Балканским ратовима, краљ Константин се определио за неутралност своје земље. И Кајзер, с једне стране, и Британци и Французи, с друге, исмевали су га због тога. Његов премијер Елефтериос Венизелос, који је желео да Грчка уђе у сукоб на страни савезника, сукобио се са краљем. Да би натерали Грке да се придруже савезничкој ствари, Французи су бомбардовали Атину и захтевали одлазак краља Константина. Био је принуђен да напусти земљу и 10. јуна 1917. године заменио га је на месту краља његов други син Александар. Грчка је ушла у рат на страни савезника, док је грчка краљевска породица отишла у прогонство у Швајцарску са изузетком краља Александра. Уз бурну политичку ситуацију у Грчкој, принцеза Марија није могла да рачуна на подршку својих рођака. Током посете Паризу, принцеза Марија је упознала свог нећака Александра којег је Венизелос држао изолованог од грчке краљевске породице.
Краљ Александар је умро у октобру 1920. након инфекције од уједа мајмуна, а плебисцит је вратио краља Константина I на престо. Принцеза Марија и њене две ћерке су се затим придружиле краљу Константину и грчкој краљевској породици у Италији, где се мала група укрцала на брод Хеленске морнарице према Крфу. Затим чланови краљевске породице настављају путовање на разарачу који их је одвео у Атину. Током овог путовања, принцеза Марија је срела команданта брода, адмирала Периклеа Јоанидиса. Удовица и одлучна да заврши своје дане са „грчком крвљу“, принцеза је била опседнута грчким адмиралом. Пет година млађи од ње, Јоанидис је управо провео три године у венизелиским затворима због своје подршке монархији. По повратку у Грчку, Марија се настанила у Атини. Краљевска породица ју је много волела, чак је придобила наклоност жене дијадоха Ђорђа, принцезе Елизабете Румунске, чија је веза са остатком њених тазбина била тешка. С друге стране, однос принцезе Марије са ћеркама био је затегнут. Принцезе су негодовале што их је мајка за време рата удаљила од оца. То што никада више нису могли да га виде, пошто је велики кнез Георгије Михајлович убијен током руске револуције, само је повећало њихово огорчење и нису одобравале везу своје мајке са Јоанидисом. Делом да би се удаљиле од мајке, обе ћерке су се рано удале. Године 1921, 17-годишња принцеза Ксенија се удала за Вилијама Бејтмана Лидса, млађег, сина Ненси Лидс. Принцеза Нина се удала у Лондону септембра 1922. за принца Павла Чавчавадзеа (1899–1971), сина принца Александра Чавчавадзеа и Марије Роџанко у Грузијској краљевској породици. Истог месеца краљ Константин је морао да абдицира након што је Грчка изгубила грчко-турски рат 1919–1922. Најстарији нећак принцезе Марије наследио га је на месту грчког краља Џорџа II 27. септембра 1922. Три месеца касније, упркос противљењу њених ћерки, принцеза Марија се удала за адмирала Периклеа Јоанидиса 16. децембра 1922. у Висбадену, Немачка.
После меденог месеца у Франкфурту и Минхену, принцеза Марија од Грчке и њен други муж вратили су се у Атину. Они су напустили Грчку у време проглашења Друге Грчке Републике 1924. године. Пар се преселио у Лондон у кућу коју је принцеза имала у Риџентс парку где су живели неколико година. Грчка принцеза се посветила цртању у том периоду. Објавила је своје цртеже као дечју књигу 1925. године са римама које је написала принцеза Марија Трубецкој, рођена Рођанко (1877–1958). Две жене су књигу посветиле свом заједничком унуку, принцу Давиду Чавчавадзеу.
Принцеза Марија је била омиљена нећака краљице Александре и била је њен стални пратилац током краљичиних последњих година у Сандрингему. Након што су се њене две ћерке преселиле у Сједињене Државе, а њена тетка краљица Александра умрла, принцеза Марија и њен муж су се преселили у Рим 1926. године. Многи чланови грчке краљевске породице такође су живели у Италији. Принцеза је добила резиденцију, Вилу Атика, која се налази на улици Антонио-Бертолони. Пар је следио релативно једноставну егзистенцију, а принцеза Марија је своје време делила између баштованства и писања својих мемоара, које су годинама касније објавили њени унуци. Марија је била окорела играчица бекгамона, док је њен муж пажљиво пратио њихове трошкове. Године 1933. посетила је Сједињене Државе на неколико месеци да види своје ћерке и двоје унучади који су боравили на Лонг Ајленду.

### Касније године
Велика војвоткиња Марија Георгијевна умрла је у својој родној Атини током грчко-италијанског рата (28. октобар 1940 – 30. април 1941) Њена ћерка Ксенија је годинама живела на Лонг Ајленду и једно време је била удата за милионера Вилијама Лидса, сина Ненси Стјуарт Вортингтон Лидс. Прихватила је на неколико месеци жену за коју је касније утврђено да је варалица, Ану Андерсон. Андерсонова је лажно тврдила да је велика војвоткиња Анастасија Николајевна од Русије, најмлађа ћерка цара Николаја II и била је приморана да напусти Ксенијину кућу на захтев Вилијама Лидса.